# Héctor Berrío Márquez
Héctor Berrío Márquez fue un político peruano. 
Fue elegido diputado suplente por la provincia de Chumbivilcas en 1907 hasta 1912 durante los gobiernos de José Pardo y Barreda y el primero de Augusto B. Leguía.